# La Isabela
La Isabela o Vila Isabela fou la primera ciutat fundada al Nou Món a l'any (1494). Cristòfor Colom la va erigir, en substitució del Fort Nativitat, a la costa nord de l'Espanyola (província de Puerto Plata, actual República Dominicana), i va designar un consell de govern per regir-la, del qual formava part fra Bernat Boïl.
La Isabela va ser fundada durant el segon viatge de Colom i porta el nom de la reina Isabel I de Castella. L'assentament de La Navidad, establert per Colom un any abans a l'oest de La Isabela, a l'actual Haití, va ser destruït pel poble nadiu taíno abans que tornés. La Isabela va ser abandonada el 1500.
La ciutat va ser una barreja de port, drassana, duana i magatzem, a través de la qual es canalitzava tot el trànsit entre l'illa i Espanya. I va servir com a punt de comerç de metalls preciosos.
La primera epidèmia coneguda que es va estendre d'Europa al Nou Món el 1493 va tenir un fort impacte en aquesta ciutat, així com dos dels primers huracans de l'Atlàntic Nord observats pels europeus el 1494 i el 1495.